# Abelisaurus
Abelisaurus (nazvan po njegovom otkrivaču, Robertou Abelu) je rod dinosaura iz kasne krede, prije oko 80 milijuna godina. Pronađena je samo jedna lubanja od ovog dinosaura.
Do sada je imenovana jedna vrsta, A. comahuensis, čiji se drugi dio imena odnosi na regiju Comahue u Argentini, gdje je fosil pronađen. I rod i vrstu su opisali argentinski paleontolozi Jose Bonaparte i Fernando Novas 1985. godine i stavili su ih u novostvorenu porodicu Abelisauridae.

## Opis
Budući da osim lubanje nisu pronađeni drugi ostaci, znanstvenici su morali zamisliti ostatak tijela na osnovu drugih, bolje poznatih abelisaurida. Pretpostavlja se da je imao tipičan oblik tijela velikih teropoda i da je bio dug oko 9 metara. Hodao je na dvije noge i vjerojatno je na prednjim udovima imao po tri prsta.
Jedina otkrivena lubanja je nepotpuna, posebno s desne strane. Također nedostaje veći dio gornjeg dijela usta. Bila je duga preko 85 cm. Velika glava ovog dinosaura je imala zaobljenu njušku, a zubi su mu bili prilično maleni za dinosaura mesoždera njegove veličine. Iako ne postoje nikakve koštane kvrge ili rogovi, poput onih koji postoje kod drugih abelisaurida kao što je Carnotaurus, gruba mjesta na njušci i iznad očiju su možda držala roščiće od keratina, koji se nisu mogli fosilizirati. Lubanja mu je neobična po tome što ima ogromne otvore tik iznad ralja, koji su mnogo veći nego kod drugih dinosaura.
Nastanjivao je riječne doline današnje Argentine.

## Drugi projekti
|  | Zajednički poslužitelj ima još gradiva o temi Abelisaurus |
|  | Wikivrste imaju podatke o taksonu Abelisaurusu            |